# 2022 în România
2020 - 2021 - 2022 - 2023 - 2024 

2022 în România a implicat mai multe evenimente semnificative. Mai multe dintre acestea au avut legătură cu Pandemia de COVID-19 în România sau Criza refugiaților din Ucraina.

## Martie

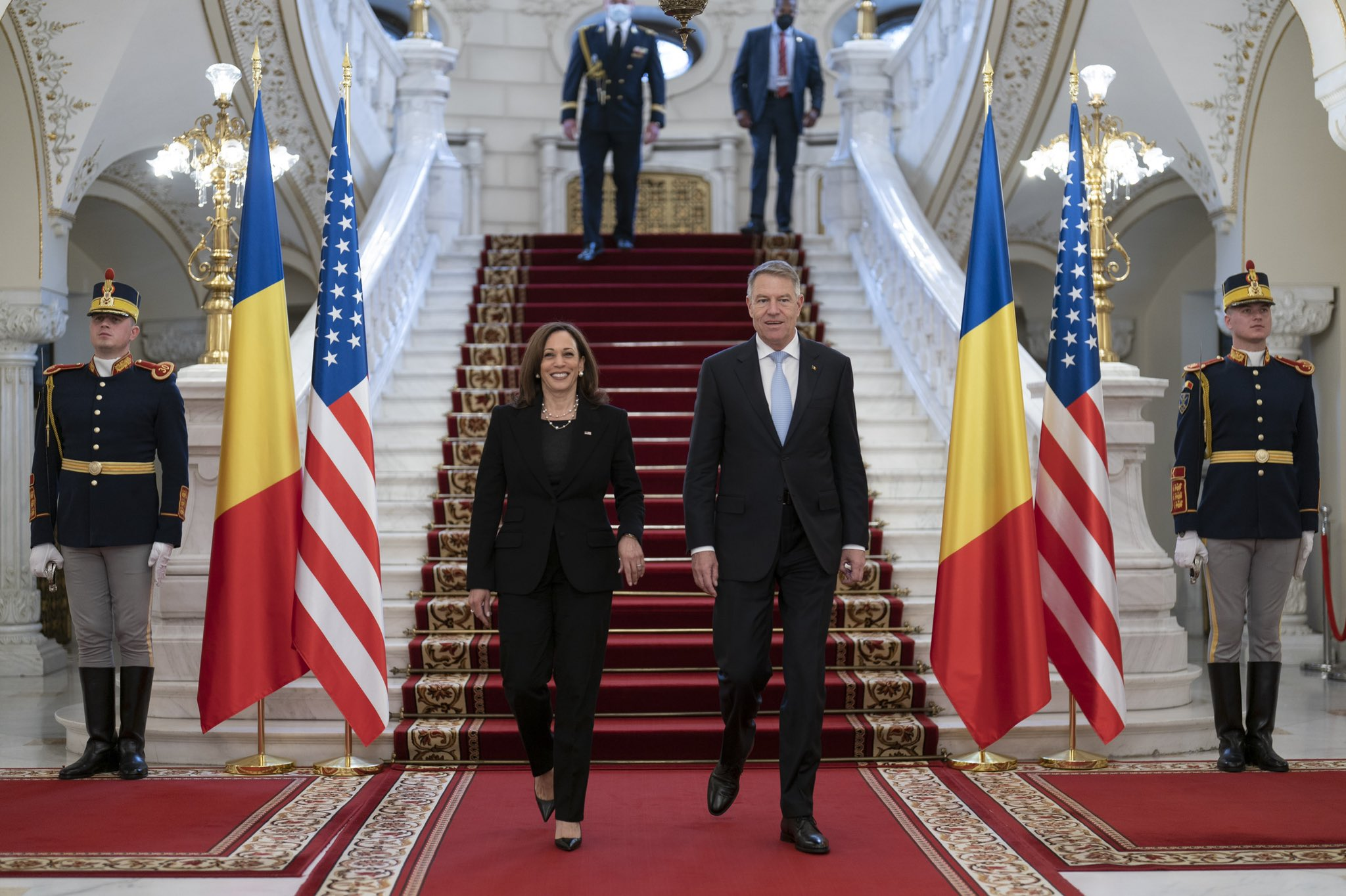

2 martie – Un MiG 21 Lancer s-a prăbușit în Dobrogea, pilotul a murit. Elicopterul IAR 330-Puma trimis în căutare a căzut și el.
3 martie – Președintele Comisiei Europene, Ursula von der Leyen, și Înaltul Comisar al Națiunilor Unite pentru Refugiați, Filippo Grandi, îi fac o vizită președintelui Klaus Iohannis la Palatul Cotroceni.
11 martie – Vicepreședintele Statelor Unite, Kamala Harris, s-a întâlnit cu președintele Klaus Iohannis
De la începerea conflictului din Ucraina, atacurile cibernetice asupra României s-au intensificat în 2022.
Din 14 martie, a început un recensământ al populației.

## Mai
16 mai – A început recenzarea persoanelor în teren, prin interviu față în față, de către recenzori.
25 mai – Se lansează versiunea în limba română a Euronews.

## Decembrie
La 8 decembrie a avut loc un vot pentru aderarea Bulgariei, Croației și României la spațiul Schengen. Aceste țări ar intra în Schengen doar cu un vot unanim. Croația a intrat, dar intrarea României a fost respinsă de Austria, în timp ce aderarea Bulgariei a fost respinsă atât de Austria, cât și de Țările de Jos. În România, vetoul austriac a provocat indignare. Ambasadorul României în Austria a fost retras din Viena și s-a anunțat că relațiile dintre cele două țări se vor reduce semnificativ. Companii, antreprenori, muzee și universități românești au început să boicoteze orice tip de cooperare cu Austria sau cu companii austriece, Ministerul Turismului din România sfătuind românii să nu meargă la schi în Austria în următoarele sărbători de iarnă. La o sucursală a băncii austriece Raiffeisen Zentralbank din orașul românesc Cluj-Napoca, pe pereții clădirii a apărut o inscripție cu „Banca nazistă”; Poliția municipală a început o anchetă asupra acestui incident pe 9 decembrie. Răzvan Nicolescu, președintele Asociației pentru Energie Curată și Combaterea Schimbărilor Climatice, a cerut ca Austria să plătească României o despăgubire economică de 200 de milioane de euro pe lună, întrucât aceasta ar pierde PIB-ul României pentru fiecare lună în care nu a fost în Spațiul Schengen conform unei analize a companiei românești Big 4.

## Decese

### Ianuarie
- 8 ianuarie: Attila B. L. Kelemen, 73 de ani, om politic.

### Februarie
- 15 februarie: Corneliu Olar, 62 de ani, om politic.

### Martie
- 10 martie: Radu Miron, 94 de ani, matematician;
- 31 martie: Niculae Spiroiu, 85 de ani, general de armată, ministru al apărării naționale.

### Aprilie
- 12 aprilie: Traian Stănescu, 82 de ani, actor;
- 17 aprilie: Remus Mărgineanu, 84 de ani, actor.